# Daniel Ottensamer

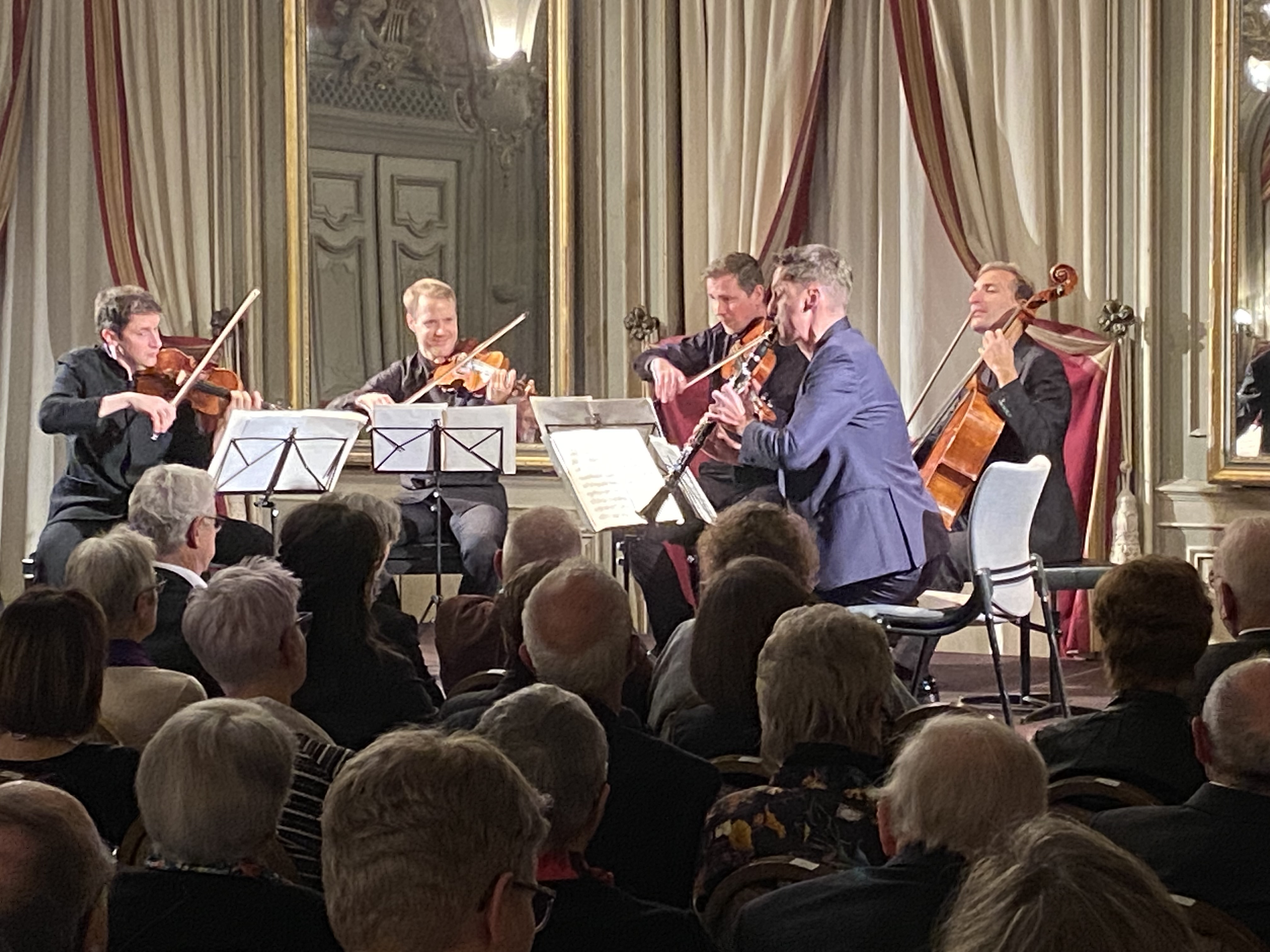
Der Klarinettist Daniel Ottensamer mit Freunden (2022)

Daniel Ottensamer (* 26. Juli 1986 in Wien) ist ein österreichischer Klarinettist.

## Leben und Wirken
Ottensamer wurde als Sohn des Klarinettisten Ernst Ottensamer geboren, sein jüngerer Bruder ist der Klarinettist Andreas Ottensamer. Daniel Ottensamer absolvierte sein Studium bei Johann Hindler an der Universität für Musik und darstellende Kunst Wien mit Auszeichnung.
Seit 2006 wirkt er als Klarinettist im Orchester der Wiener Philharmoniker sowie in der Wiener Staatsoper, seit 2009 als Soloklarinettist. Zudem ist er Mitglied des hauptsächlich aus Mitgliedern der Wiener- und Berliner Philharmonikern bestehenden Ensembles Philharmonix, mit dem er 2018 den Opus Klassik Preis gewann.
Als Solist trat Ottensamer unter anderem mit den Wiener Philharmonikern, dem Münchner Rundfunkorchester, dem Radio-Symphonieorchester Wien, dem Wiener KammerOrchester, dem Mozarteumorchester Salzburg und dem Odense Symphony Orchestra auf.
Des Weiteren widmet sich Ottensamer der Kammermusik. Zu seinen langjährigen Kammermusikpartnern zählen der Cellist Stephan Koncz und der Pianist Christoph Traxler. Es erfolgte außerdem eine Zusammenarbeit mit Künstlern wie Thomas Hampson, Angelika Kirchschlager, Barbara Bonney, Mihaela Ursuleasa, András Schiff und Julian Rachlin.
Gemeinsam mit seinem Vater und seinem Bruder gründete er das Klarinettentrio „The Clarinotts“. Im Jänner 2016 brachte er gemeinsam mit seinem Vater und seinem Bruder mit den Wiener Philharmonikern unter Andris Nelsons im Wiener Musikverein Iván Eröds Tripelkonzert für drei Klarinetten und Orchester zur Uraufführung. Im selben Jahr erfolgte in Gstaad die Uraufführung von Georg Breinschmieds Konzert für 3 Klarinetten und Orchester.

## Preise
Ottensamer war Preisträger mehrerer Wettbewerbe: er war Gewinner des Musica Juventutis-Wettbewerbs in Wien (2004), Preisträger des Internationalen Großen Förderpreiswettbewerbs für Klarinette der Konzertgesellschaft München (2005), gemeinsam mit Philipp Grzondziel Gewinner des Internationalen Klarinettenwettbewerbs der Animato-Stiftung in Zürich (2006) und Preisträger der Carl Nielsen International Clarinet Competition in Dänemark (2009).

## Diskografie
Im Jahr 2014 führte Ottensamer mit den Wiener Philharmonikern das Klarinettenkonzert op. 57 von Carl Nielsen auf; ein Live-Mitschnitt des Konzerts wurde 2023 bei Sony Classical veröffentlicht. Im Jahr 2015 erschien bei Sony Classical eine Aufnahme von Mozarts Klarinettenkonzert KV 622 mit dem Mozarteumorchester Salzburg. Mit dem Ensemble „The Clarinotts“  erschien 2016 ein Album bei der Deutschen Grammophon. Gemeinsam mit dem Cellisten Stephan Koncz und dem Pianisten Christoph Traxler erschien 2022 unter dem Titel The Clarinet Trio Anthology eine 7 CDs umfassende Einspielung des Repertoires für Klarinettentrio, welche von Beethoven bis in die Gegenwart reicht.
Stephan Koncz orchestrierte für Daniel Ottensamer die beiden Klarinettensonaten von Johannes Brahms, die Ottensamer 2025 unter der Leitung von Koncz mit dem Deutschen Symphonie-Orchester Berlin einspielte.